# Torben Brostrøm
Torben Brostrøm (Kalundborg, 4 giugno 1927 – 7 dicembre 2020) è stato uno scrittore e critico letterario danese.
Fu professore presso la Danmarks Lærerhøjskole, collaboratore del periodico Dagbladet Information e membro della Danska akademien. Nel 2002 gli venne conferito il "Piccolo Nobel". 